# HD 113766
HD 113766 – gwiazda podwójna w gwiazdozbiorze Centaura. Jej składniki są karłami typu widmowego F i mają podobną jasność (przy czym składnik A jest nieco większy i jaśniejszy). Odległość między nimi wynosi około 170 jednostek astronomicznych (co odpowiada kątowej odległości około 1,3 sekundy łuku). Wiek układu wynosi około 10 milionów lat.

## Dysk protoplanetarny
W 1998 roku astronomowie Vincent Mannings i Michael Barlow odkryli wokół składnika A pierścień materii międzygwiezdnej emitującej promieniowanie podczerwone.
W 2002 r. podczas 199. zjazdu Amerykańskiego Towarzystwa Astronomicznego (AAS) Michael Meyer z Uniwersytetu Arizony zaprezentował wyniki swoich badań nad pierścieniem materii, z których wynika, że może on być miejscem powstawania planety typu ziemskiego. Meyer, we współpracy z Erikiem Mamajekiem, Philipem Hinzem i William Hoffmanem z Uniwersytetu Arizony, Danem Backmanem i Victorem Herrera z Franklin i Marshall College, Johnem Carpenterem i Sebastianem Wolfem z Caltechu oraz Josephem Hora z Harvard-Smithsonian Center for Astrophysics, ustalił, że skupienie materii jest na tyle duże, aby ze zgromadzonego pyłu mogła powstać planeta o rozmiarach co najmniej Marsa. Ponadto formujący się obiekt znajduje się w układzie w miejscu, które w przyszłości może sprzyjać obecności ciekłej wody na jego powierzchni.
Po dokładniejszych badaniach naukowcy doszli do wniosku, że duża część gazu w dysku rozproszyła się lub opadła na gwiazdę (co prawdopodobnie sprzyja formowaniu się planet skalistych), cząstki pyłu natomiast zaczęły się sklejać w większe głazy i planetoidy. Na tym etapie w Układzie Słonecznym ukształtowały się już gazowe olbrzymy, a Ziemia i Wenus były w trakcie formowania.
We wrześniu 2007 roku astronomowie z Applied Physics Laboratory na Uniwersytecie Johna Hopkinsa przy użyciu Teleskopu Spitzera potwierdzili odkrycie dysku. Odkryli też, że dzieli się on na 3 pasy, z czego jeden, znajdujący się w odległości około 1,8 AU, czyli w strefie sprzyjającej życiu, zawiera większość materiału. Jego temperatura wynosi około 440 kelwinów (ok. 713 °C). Dwa pozostałe pasy rozciągają się w obszarach od 4 do 9 oraz od 30 do 80 AU i są znacznie zimniejsze.
Naukowcy ustalają obecnie czy materiał, z którego składa się dysk jest podobny do materiału, z którego powstała Ziemia i inne planety Układu Słonecznego. Wykorzystują w tym celu między innymi wiedzę zdobytą podczas misji do komet i asteroid.